# Taktyka żabich skoków

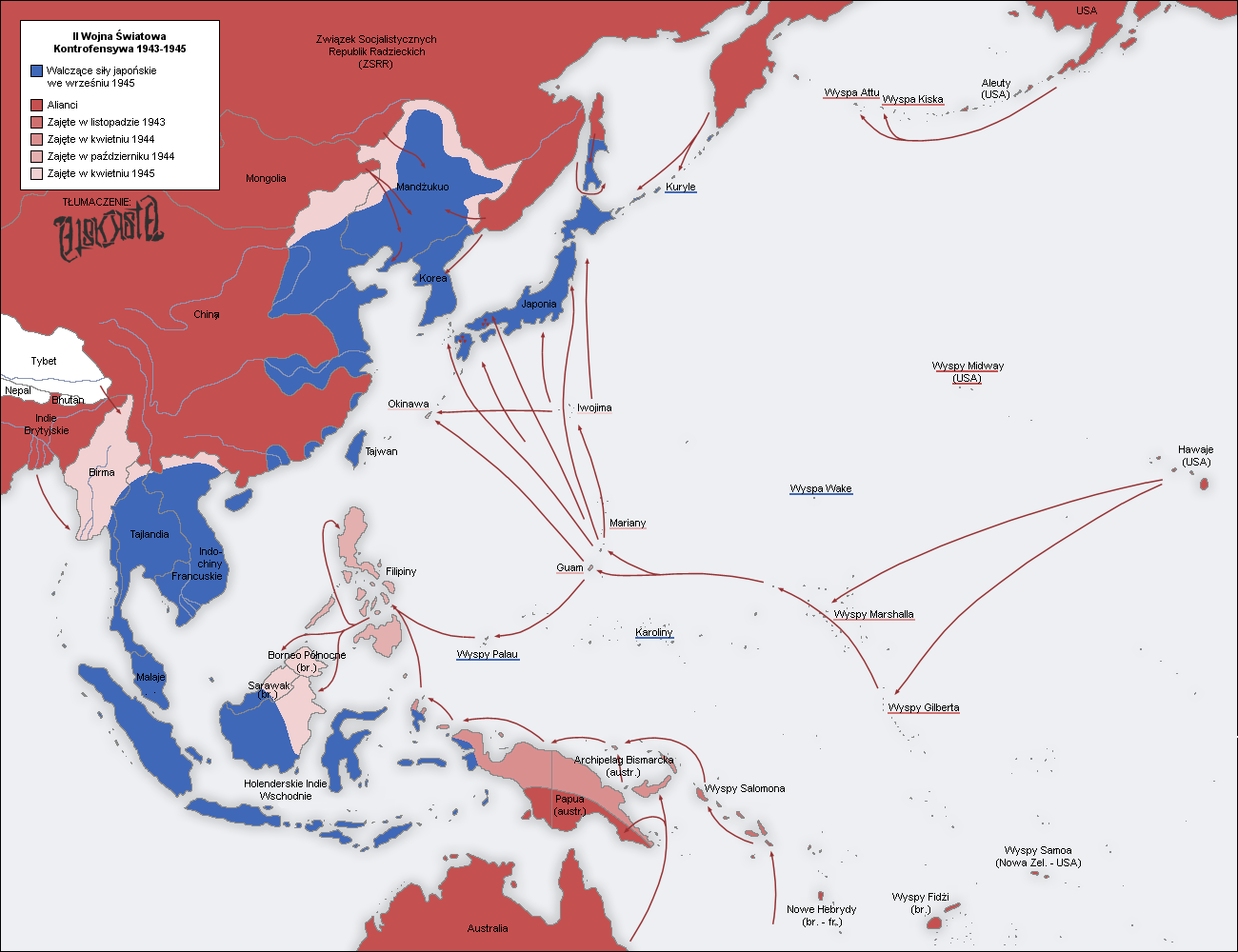
Taktyka żabich skoków (1943–1945)

Taktyka żabich skoków (ang. Leapfrogging lub Island-Hopping) – taktyka walki w czasie II wojny światowej, wymyślona przez generała Douglasa MacArthura i wykorzystywana przez Siły Zbrojne Stanów Zjednoczonych w czasie wojny na Pacyfiku z Japończykami od 1943. Polegała ona na opanowywaniu po kolei strategicznie najważniejszych wysp na drodze do Japonii, przerywana przygotowaniem baz lotniczych i morskich na zdobytych terenach w celu zaatakowania następnego archipelagu. Przyspieszyło to znacznie wygraną wojsk amerykańskich.